# Władysław Ścibor-Bogusławski
Władysław Ścibor-Bogusławski herbu Ostoja (ur. 2 grudnia 1902, zm. 14 lutego 1945) – uczestnik powstania warszawskiego (ps. „Łajdus”), odznaczony Krzyżem Armii Krajowej, Medalem Wojska Polskiego (czterokrotnie), Warszawskim Krzyżem Powstańczym. Dziedzic Wilkowic.
Syn Anny z Lochmanów i Stanisława Bogusławskich. Potomek w piątym pokoleniu Franciszka Ścibor-Bogusławskiego h. Ostoja, rotmistrza w konfederacji barskiej. Urodził się w Wilkowicach. Podczas wojny polsko-bolszewickiej zaciągnął się jako ochotnik i służył w Wojsku Polskim. W październiku 1923 r. został powołany do odbycia służby wojskowej, którą pełnił w 3 pułku Szwoleżerów Mazowieckich w Suwałkach. W 1939 r. był uczestnikiem obrony Gdyni i Oksywia. Po kapitulacji Oksywia został wzięty do niewoli do Oflagu XVIII A, skąd jesienią 1940 r. zbiegł do Generalnego Gubernatorstwa.
W 1941 r. rozpoczął działalność konspiracyjną pod pseudonimem Łajdus –  w szeregach 3 batalionu pancernego AK (batalionu Golski). W czasie powstania warszawskiego walczył jako dowódca plutonu techniczno-gospodarczego. W powstaniu posiadał stopień chorążego. Po upadku powstania został wywieziony do obozu jenieckiego w Sandbostel (Niemcy): Stalag X B. Zmarł 14 lutego 1945 r. w szpitalu jenieckim Res. Lazarett X B w Sandbostel (Niemcy), gdzie został pochowany na cmentarzu wojskowym.
W 1931 r. ożenił się z Anną Jałoszyńską. Ze związku Anny i Władysława Bogusławskich urodził się syn Zbigniew Andrzej (ur. 1932), który z małżonki Anieli Siedleckiej ma syna Adama Bogusławskiego (ur. 1957), ożenionego z Anną Marzec.